# Polært koordinatsystem
Et polært koordinatsystem er en type af koordinatsystem, som tager udgangspunkt i polære koordinater til forskel fra de sædvanlige rektangulære, som er at finde i et kartesisk koordinatsystem.
Princippet i polære koordinater er at man angiver alle punkter ved hjælp af følgende to informationer:
- Punktets vinkel (grader eller radianer ) i forhold til hvad man ville kalde x-aksen i et rektangulært koordinatsystem
- Punktets afstand fra origo

Disse to ting kan beregnes på følgende måde, ud fra punktets position i det kartesiske koordinatsystem.
{\displaystyle \theta =\arctan {y \over x}+\varepsilon \cdot \pi +2\pi \cdot n,\quad x\neq 0}
{\displaystyle r={\sqrt {x^{2}+y^{2}}}}
Bemærk:
- ε = 0 når x er positiv, ε = 1 når x er negativ.
- n er et heltal; for hver mulig værdi af θ kan man finde en anden mulig værdi ved at addere eller subtrahere 2π.
- Vinklen er π/2 hvis x er 0, og y er positiv. Ligeledes er vinklen 3π/2 hvis x er 0 og y er negativ.

Når disse beregninger er udført angives punktet så på følgende måde, jf. definitionerne på hhv. sinus og cosinus.
{\displaystyle {\begin{matrix}x=r\cdot \cos(\theta )\\y=r\cdot \sin(\theta )\end{matrix}}}

## Anvendelse af polære koordinater
Grundet definitionen på et punkt i et polært koordinatsystem, opstår der visse fordele i anvendelsen af polære koordinater i forhold til hvad man kan opnå med rektangulære. Særligt fordelagtigt er det at bruge polære koordinater til cykliske figurer, eller hvor der blot indgår noget cirkulært. Det simpleste tænkelige eksempel er at fremstille en cirkel. Her er forskriften for en cirkel med radius {\displaystyle r}:
{\displaystyle \left.{\begin{matrix}x=r\cdot \cos(\theta )\\y=r\cdot \sin(\theta )\end{matrix}}\right\}\quad \quad \theta \in [0,2\cdot \pi [}
Afstanden til det løbende punkt på periferien sættes altså konstant til at være lig {\displaystyle r}. Vinklen sættes til at variere mellem 0 og {\displaystyle 2\cdot \pi } eksklusiv (eller 0° og 360° i gradmål), hvorved hele cirklen fremkommer.